# Achalinus dehuaensis
Achalinus dehuaensis — вид неотруйних змій родини ксенодермових (Xenodermatidae). Описаний у 2021 році.

## Поширення
Ендемік Китаю. Виявлений у містечку Наньчен у повіті Дехуа у провінції Фуцзянь

## Опис
Спина блідо-жовто-коричнева з темно-сірувато-коричневою поздовжньою серединною спинною смугою на тілі; край усіх лусок темно-сірий. Верхня частина хвоста сірувато-коричнева, черевна частина хвоста темно-сіро-коричнева.